# Marion Brown
Marion Brown (Atlanta, 8 settembre 1931 – Hollywood, 18 ottobre 2010) è stato un sassofonista statunitense.

## Biografia
Nato ad Atlanta, si è trasferito a New York nei primi anni '60. Proprio negli anni '60 e '70 ha fatto attivamente parte della scena jazz d'avanguardia newyorkese, collaborando con artisti come John Coltrane, Archie Shepp, John Tchicai e Harold Budd. Nel 1966 ha pubblicato il suo primo album da leader, Three for Shepp (Impulse! Records).
Era anche un etnomusicologo.
È morto in Florida nel 2010 all'età di 79 anni.

## Discografia
- 1966 – Three for Shepp (Impulse!)
- 1966 – Juba Lee (Fontana)
- 1966 – Why Not? (ESP-Disk)
- 1967 – Marion Brown Quartet (ESP / Fontana)
- 1967 – Porto Novo (Arista)
- 1968 – Gesprächsfetzen (con Gunter Hampel) (Calig)
- 1969 – In Sommerhausen (con Gunter Hampel e Jeanne Lee)
- 1970 – Afternoon of a Georgia Faun (ECM)
- 1973 – Duets (Freedom)
- 1973 – Geechee Recollections (Impulse!)
- 1974 – Sweet Earth Flying (Impulse!)
- 1975 – Vista (Impulse!)
- 1977 – La Placita / Live in Willisau (Timeless Muse)
- 1977 – Solo Saxophone (Sweet Earth)
- 1977 – Zenzile Featuring Marion Brown (Baystate)
- 1978 – Passion Flower (Baystate)
- 1979 – November Cotton Flower (Baystate)
- 1978 – Reeds 'n Vibes (con Gunter Hampel) (Improvising Artists)
- 1979 – Soul Eyes (Baystate)
- 1980 – Back To Paris (Freelance)
- 1983 – Gemini (Birth)
- 1985 – Recollections (Creative Works)
- 1985 – Songs of Love and Regret (Freelance, con Mal Waldron)
- 1988 – Much More (Freelance)
- 1990 – Native Land (ITM)

## Collaborazioni
- 1965 – Ascension di John Coltrane
- 1965 – Fire Music di Archie Shepp
- 1972 – Attica Blues di Archie Shepp
- 1976 – Regeneration di Stanley Cowell
- 1976 – The Pavilion of Dreams di Harold Budd